# O antissemitismo é o socialismo dos tolos
"O antissemitismo é o socialismo dos tolos" é uma declaração sobre a ideia de que a "riqueza" e o "poder" judaicos são a fonte da injustiça social. De acordo com o historiador britânico Richard Evans, a declaração provavelmente foi cunhada pelo político liberal de esquerda austríaco Ferdinand Kronawetter, mas é comumente atribuída ao social-democrata alemão August Bebel e às vezes a Karl Marx. A frase estava em ampla circulação entre os social-democratas alemães na década de 1890.
Na opinião do filósofo neoconservador Leo Strauss, o líder soviético Joseph Stalin considerou que, como os tolos eram comuns, um "socialismo dos tolos" seria uma coisa boa; portanto, argumentou Strauss, Stalin cultivou deliberadamente o antissemitismo.